# István Tóth
István Tóth   (Szolnok, 3 d'octubre de 1951) és un lluitador hongarès, ja retirat, especialista en lluita grecoromana, que va competir a finals de la dècada de 1970 i començaments de la 1980.
El 1980 va prendre part en els Jocs Olímpics d'Estiu de Moscou, on guanyà la medalla de plata en la competició del pes ploma del programa de lluita grecoromana.
En el seu palmarès també destaquen dues medalles d'or al Campionat del món de lluita, el 1979 i 1981; així com una medalla de plata al Campionat d'Europa de lluita de 1979.